# Ellen Whitlock
Ellen Whitlock, född 17 november 1848 i Stockholm, död 8 november 1934, var en svensk författare, lärare och kvinnosakskvinna. Hon var den första kvinnan anställd som lärare vid Stockholms borgarskola. 

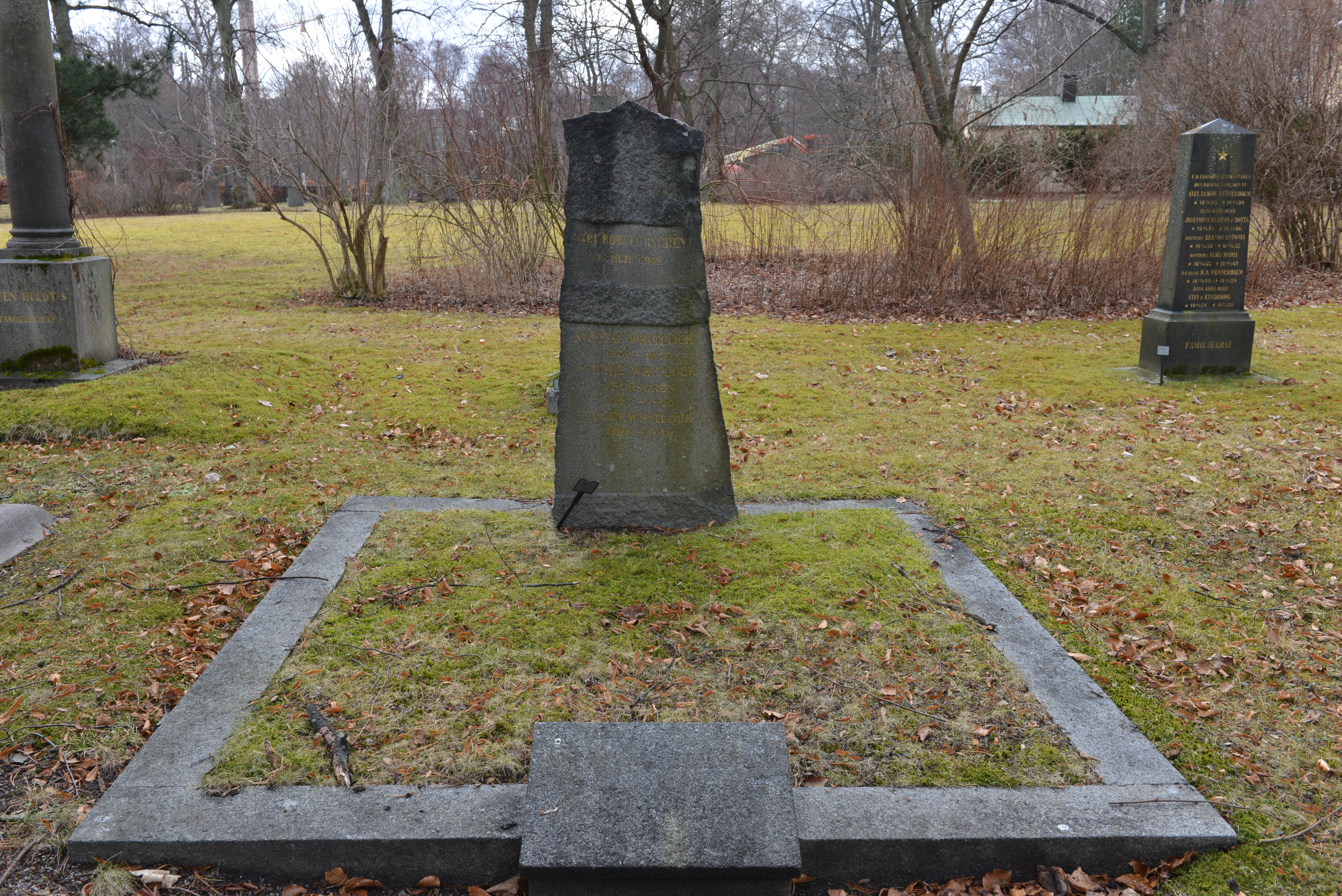
Gravvård Norra begravningsplatsen

Hon var äldre syster till Anna Whitlock, en framstående svensk pedagog och kvinnosakskvinna.

## Biografi
Whitlock föddes 1848 i Stockholm, som dotter till grosshandlaren Gustaf Whitlock och hans maka, född Forsgren.
Whitlock genomgick Högre lärarinneseminariet, och blev lärare 1871 vid Statens normalskola för flickor. Där verkade hon fram till och med 1877. Under ett tiotal år därefter var hon lärare och biträdande föreståndare vid Lyceum för flickor, innan hon mellan 1891 och 1895 innehade en egen privatskola. Whitlock var den första kvinna anställd som lärare vid Borgarskolan.
Åren 1877–1889 var Whitlock sekreterare i Nordisk familjeboks redaktion, och 1898–1906 var hon korresponerande sekreterare i Svenska kvinnornas nationalförbund.
Ellen Whitlock är gravsatt på Norra begravningsplatsen utanför Stockholm.